# Lars Roar Langslet
Lars Roar Langslet (5 de março de 1936, Nes, Buskerud - 18 de janeiro de 2016) foi o ministro norueguês de Educação e Assuntos da Igreja (apenas assuntos de cultura e ciência, não assuntos de igreja) em 1981 e ministro da Cultura e Ciência de 1982 a 1986 para o Partido Conservador.
Como a Noruega tem uma Igreja Estatal Luterana, seu ministério teve que ser dividido, uma vez que Langslet era um católico convertido e, portanto, não podia ser responsável pelos assuntos da igreja estatal.
Ele era membro da Academia Norueguesa de Língua e Literatura. Em 1984, ele recebeu o Prêmio Honorário Fritt Ord.
Ele foi nomeado um estudioso do governo em 1997.